# Wright R-1820
Wright R-1820 Cyclone 9 byl americký hvězdicový motor vyvinutý společností Curtiss-Wright Corporation a široce rozšířený v letadlech 30., 40. a 50. let. Šlo o hvězdicový, vzduchem chlazený devítiválec.

## Historie
R-1820 Cyclone 9 byl pokračováním vývoje motoru Wright P-2 z roku 1925. Oproti svému předchůdci měl zvětšený zdvihový objem a mnoho vylepšení. Začal se vyrábět v roce 1931 a s jeho produkcí se skončilo až v 50. letech. V licenci jej vyráběly firmy Lycoming, Pratt & Whitney Canada a během druhé světové války také Studebaker Corporation. Rovněž Sovětský svaz zakoupil licenci na motor, který zde označovali M-25 a jeho dalším vývojem byla pověřena konstrukční kancelář OKB Švecov.
Motory R-1820 poháněly bombardéry B-17 Flying Fortress a SBD Dauntless, první verze stíhacího letounu Polikarpov I-16 (M-25) a vrtulník Piasecki H-21.

### Použití mimo letectví
Dvě verze R-1820 byly omezeně používány i v amerických obrněných vozidlech. G-200 byl benzínový hvězdicový devítiválec o výkonu 900 hp při 2300 ot/min a poháněl těžký tank M6.

## Varianty
- R-1820-04 – 700 hp (522 kW)
- R-1820-1 – 575 hp (429 kW)
- R-1820-4 – 770 hp (574 kW)
- R-1820-19 – 675 hp (503 kW)
- R-1820-22 – 950 hp (708 kW)
- R-1820-25 – 675 hp (503 kW) , 750 hp (559 kW), 775 hp (578 kW)
- R-1820-32 – 1 000 hp (750 kW)
- XR-1820-32 – 800 hp (596 kW)
- R-1820-33 – 775 hp (578 kW)
- R-1820-34 – 940 hp (701 kW) , 950 hp (708 kW)
- R-1820-34A – 1 200 hp (895 kW)
- R-1820-40 – 1 100 hp (820 kW), 1 200 hp (895 kW)
- R-1820-41 – 850 hp (634 kW)
- R-1820-45 – 800 hp (596 kW), 930 hp (694 kW)
- R-1820-50 – 850 hp (634 kW)
- R-1820-52 – 1 000 hp (750 kW)
- R-1820-53 – 930 hp (694 kW), 1 000 hp (750 kW)
- R-1820-56 – 1 200 hp (895 kW), 1 350 hp (1 007 kW)
- R-1820-57 – 1 060 hp (790 kW)
- R-1820-60 – 1 200 hp (895 kW)
- R-1820-62 – 1 350 hp (1 007 kW)
- R-1820-66 – 1 200 hp (895 kW), 1 350 hp (1 007 kW)
- R-1820-72W – 1 350 hp (1 007 kW), 1 425 hp (1 063 kW)
- R-1820-74W – 1 500 hp (1 118 kW)

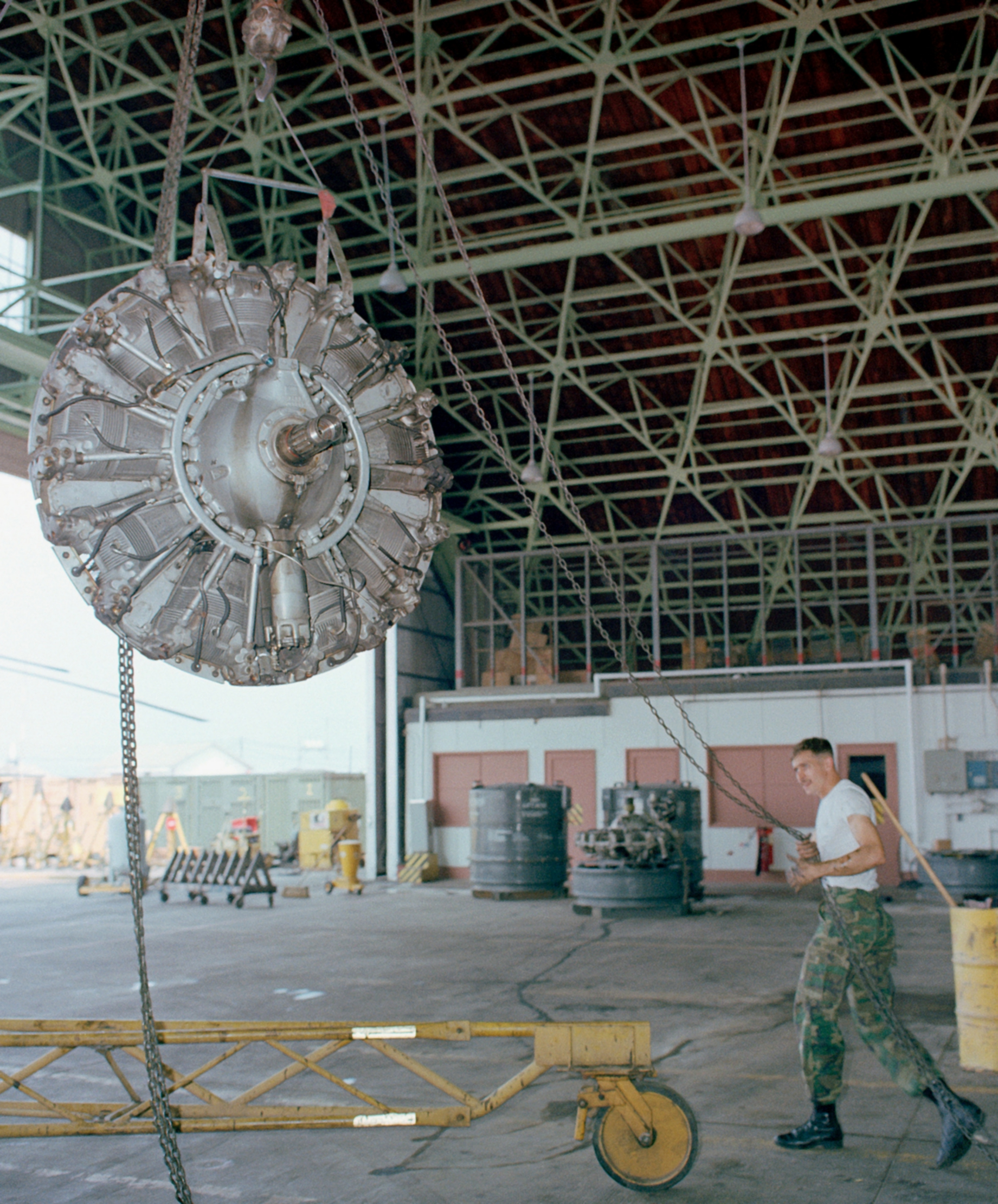
Wright R-1820 z letounu Douglas C-117D Skytrain

- R-1820-76A,B,C,D – 1 425 hp (1 063 kW)
- R-1820-78 – 700 hp (522 kW)
- R-1820-80 – 700 hp (522 kW), 1 535 hp (1 145 kW)
- R-1820-82WA – 1 525 hp (1 137 kW)
- R-1820-86 – 1 425 hp (1 063 kW)
- R-1820-97 – 1 200 hp (895 kW) přeplňovaný turbodmychadlem
- R-1820-103 – 1 425 hp (1 063 kW)
- SGR-1820-F3 – 710 hp (529 kW), 720 hp (537 kW)
- SGR-1820-F2 – 720 hp (537 kW)
- R-1820-F53 -770 hp (574 kW)
- R-1820-F56 – 790 hp (589 kW)
- GR-1820-G2 – 1 000 hp (750 kW)
- R-1820-G3 – 840 hp (626 kW)
- R-1820-G5 – 950 hp (708 kW)
- R-1820-G101 – 1 100 hp (820 kW)
- R-1820-G102 – 775 hp (578 kW)
- GR-1820-G102A – 1 100 hp (820 kW)
- R-1820-G102A – 1 100 hp (820 kW)
- R-1820-G102A – 1 100 hp (820 kW)
- R-1820-G202A – 1 200 hp (895 kW)
- R-1820-G103 – 1 000 hp (750 kW)
- R-1820-G105 – 1 000 hp (750 kW)
- R-1820-G205A – 1 200 hp (895 kW)

## Specifikace (R-1820-C9HC)

### Technické údaje
- Typ: Vzduchem chlazený, přeplňovaný, hvězdicový devítiválec
- Vrtání: 6 a 1/8 palce (cca 155,58 mm)
- Zdvih: 6 a 7/8 palce (cca 174,63 mm)
- Zdvihový objem: 29,876 l
- Délka: 1200 mm
- Průměr: 1400 mm
- Hmotnost suchého motoru: 605 kg

### Součásti
- Rozvod: OHV, dvouventilový (jeden sací a jeden sodíkem chlazený výfukový ventil na jeden válec)
- Kompresor: jednostupňový, dvourychlostní odstředivý kompresor, poháněný přes ozubená kola
- Palivová soustava: spádový karburátor Stromberg PD12K10 s automatickou regulací bohatosti směsi
- Mazání: se suchou klikovou skříní, s jedním tlakovým a jedním odsávacím čerpadlem
- Chlazení: vzduchem

### Výkony
- Výkon:
  - 1300 hp (970 kW) při 2600 ot/min ve výšce 1220 m
  - 1000 hp (745 kW) při 2600 ot/min ve výšce 5330 m
- Měrný výkon: 32,5 kW/l
- Kompresní poměr: 6,55 : 1
- Poměr výkon/hmotnost: 1,60 kW/kg